# Tina (skladba)
»Tina« je skladba skupine Bazar iz leta 1984; dve leti kasneje je izšla tudi na albumu. Avtor glasbe je Danilo Kocjančič, besedilo pa je napisal Drago Mislej "Mef". 

## Pop delavnica '84
Skladba se je prvič predstavila na Pop delavnici '84, v osmi predtekmovalni oddaji (28.4.). Prišla je v finale v Rdeči dvorani (31.5) med šestnajst najboljših skladb, a ni dobila nobene nagrade.

## Snemanje
Snemanje je potekalo v studiu Tivoli. Še istega leta izdana na albumu Pop delavnica, dve leti kasneje (5.4.1986) pa še na njihovem debitanskem Bazar pri ZKP RTV Ljubljana. Leta 1998 pa na Kompilacija 84-92.

## Zasedba

### Produkcija
- Danilo Kocjančič – glasba
- Drago Mislej – besedilo
- Bazar – aranžma
- Tadej Hrušovar – producent
- Aco Razbornik – tonski snemalec
- Jurij Toni – tonski snemalec

### Studijska izvedba
- Slavko Ivančić – solo vokal
- Danilo Kocjančič – bas kitara, vokal
- Dušan Vran – bobni, vokal
- Zdenko Cotič – kitara, vokal
- Marino Legovič – klaviature, vokal